# Aigneville
Aigneville és un municipi francès, situat al departament del Somme i a la regió dels Alts de França. L'any 1999 tenia 658 habitants.

## Situació

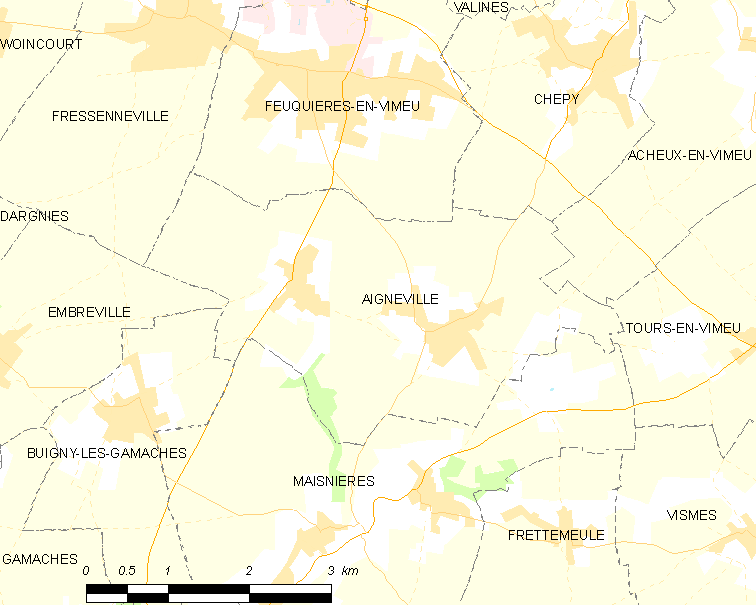
mapa del municipi

Aigneville es troba a l'oest del Somme, a menys de deu quilòmetres del Sena Marítim.

## Administració

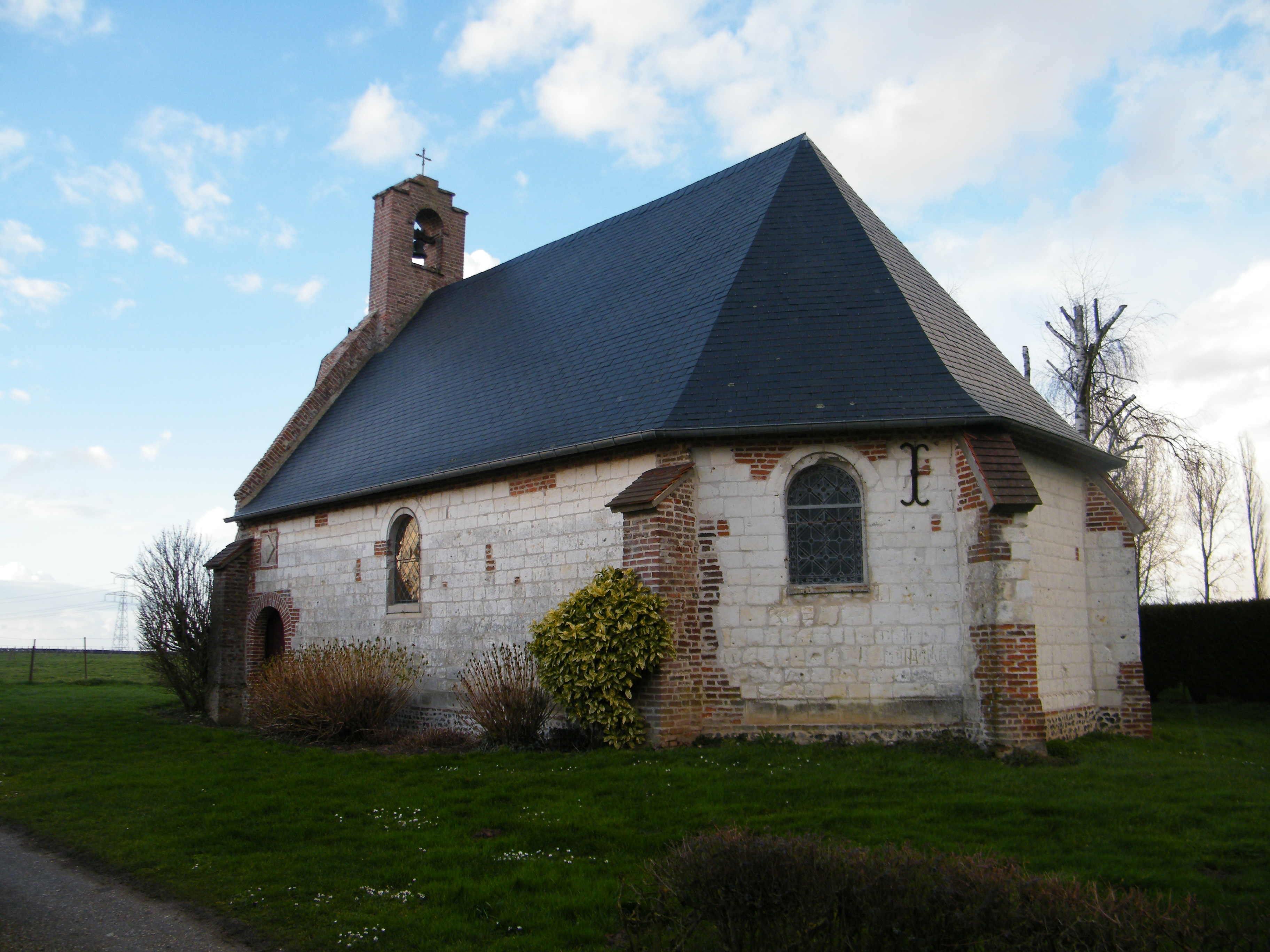
església

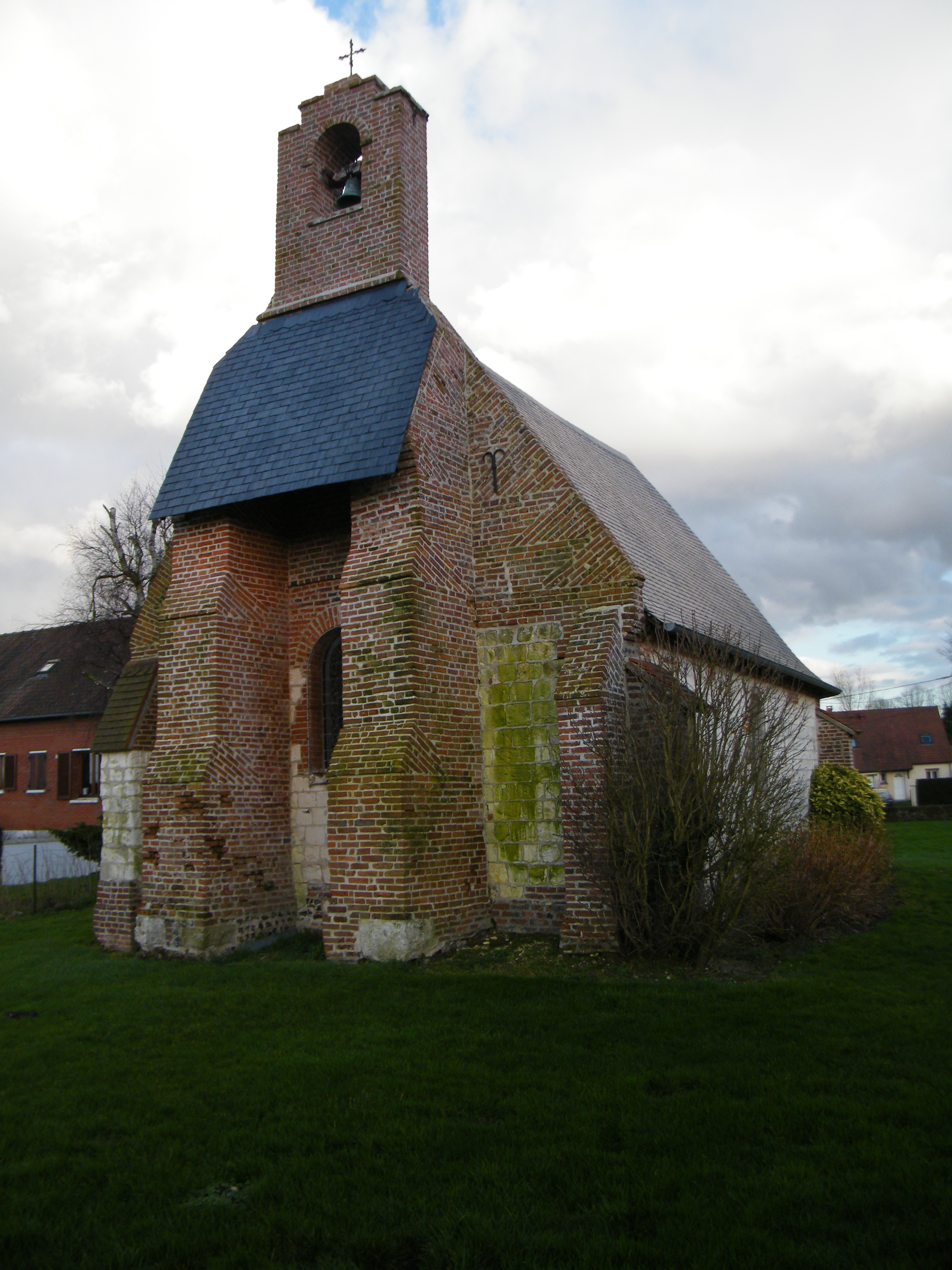

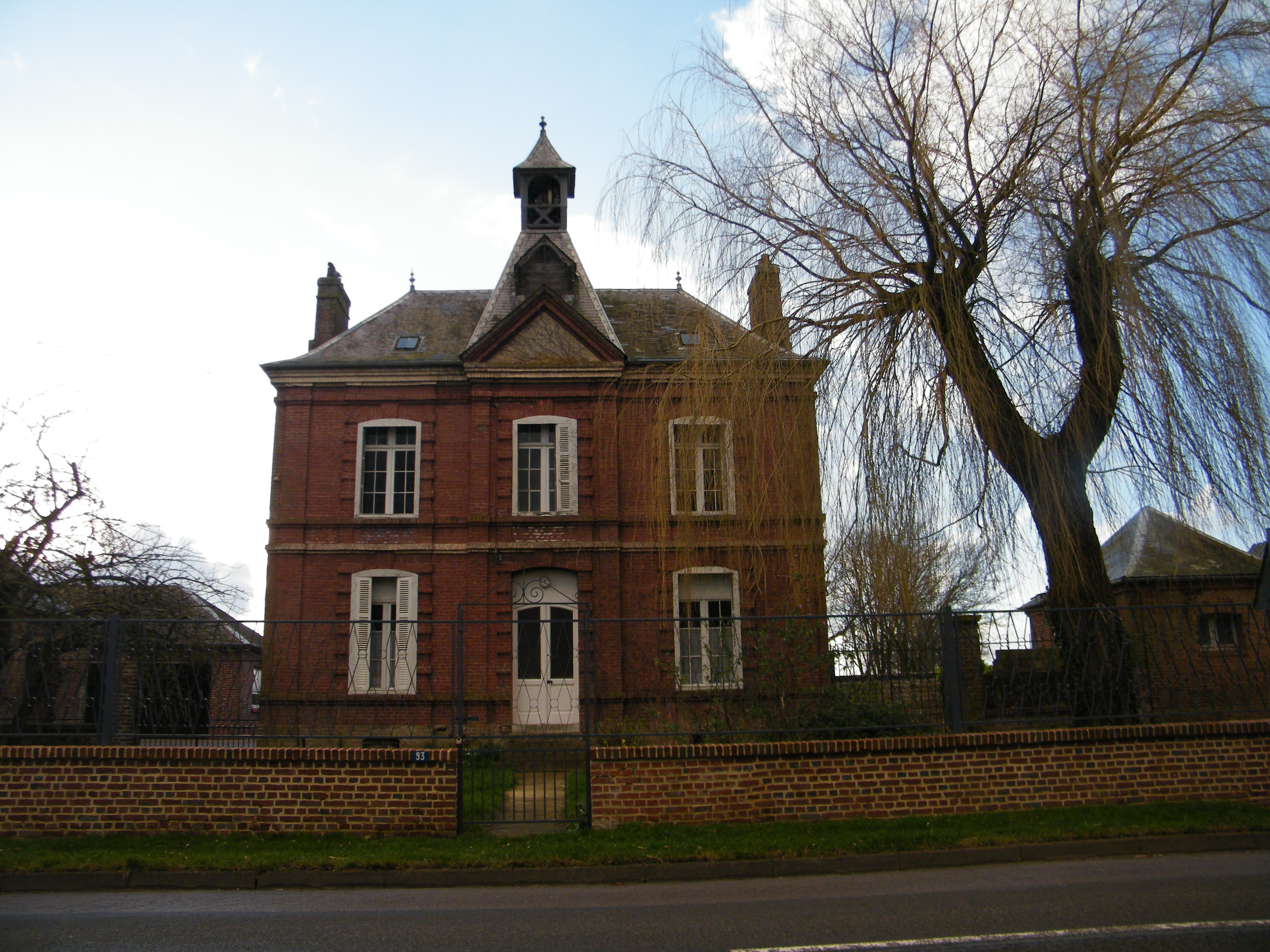

Aigneville forma part del cantó de Gamaches, que al seu torn forma part de l'arrondissement d'Abbeville. L'alcalde de la ciutat és Maurice Dieu (2001-2008).